# فهرست آثار ملی شهرستان بیرجند
شهرستان بیرجَند یکی از شهرستانهای استان خراسان جنوبی در ایران است. مرکز این شهرستان، شهر بیرجند است. شهر بیرجند همچنین مرکز استان خراسان جنوبی است و بر اساس سرشماری سال ۹۵ جمعیت شهر بیرجند ۲۰۳٬۶۳۶ نفر بوده‌است.

## آثار ثبت‌شده
| ردیف | نام اثر                            | نگاره | دیرینگی                        | موقعیت | شمارهٔ ثبت | تاریخ ثبت  | منبع  |
| ---- | ---------------------------------- | ----- | ------------------------------ | --- | --------- | ---------- | ----- |
| ۱    | حسینیه شوکتیه                      |       | قاجاریه                        | بیرجند، خ شهید منتظری۳، خ امام خمینی، کوچه پست قدیم ۳۲°۵۲′۴۳٫۴″ شمالی ۵۹°۱۲′۵۰٫۲″ شرقی / ۳۲٫۸۷۸۷۲۲°شمالی ۵۹٫۲۱۳۹۴۴°شرقی | ۵۱۳۱      | ۱۳۵۶/۱۲/۱۶ | [ ۲ ] |
| ۲    | حسینیه بهرمان                      |       | قاجاریه                        | بیرجند، خ شهید منتظری                                                                                                   | ۱۸۷۷      | ۱۳۷۶/۰۵/۱۱ |       |
| ۳    | یخچال شوکت‌آباد                     |       | قاجاریه                        | ۵ک. م شرق بیرجند، روستای شوکت‌آباد                                                                                       | ۱۸۷۸      | ۱۳۷۶/۰۴/۰۱ |       |
| ۴    | مصلی بیرجند                        |       | قاجاریه                        | بیرجند، شمال غربی سه راه اسدی                                                                                           | ۱۸۷۹      | ۱۳۷۶/۰۵/۱۱ |       |
| ۵    | ارگ کلاه‌فرنگی بیرجند               |       | اوایل زندیه ـ اواخر قاجار      | خ استاد مطهری شهرستان بیرجند                                                                                            | ۱۸۸۰      | ۱۳۷۶/۰۵/۱۱ |       |
| ۶    | خانه پردلی                         |       | قاجاریه                        | محله چهاردرخت، خ شهید منتظری بافت قد                                                                                    | ۱۸۸۲      | ۱۳۷۶/۰۵/۱۱ |       |
| ۷    | خواجه خضر                          |       | قاجاریه                        | خ شهیدمنتظری، کوچه پست قدیم بافت                                                                                        | ۱۸۸۳      | ۱۳۷۶/۰۵/۱۱ |       |
| ۸    | حسینیه نواب                        |       | صفویه                          | محله چهار درخت، خ منتظری                                                                                                | ۱۸۸۴      | ۱۳۷۶/۰۵/۱۱ |       |
| ۹    | ارگ حاجی‌آباد                       |       | قاجاریه                        | ۷ کیلومتری شرق بیرجند                                                                                                   | ۱۸۹۰      | ۱۳۷۶/۰۵/۱۱ |       |
| ۱۰   | خانه آراسته                        |       | قاجاریه                        | بیرجند، خ شهیدمنتظری ۳، کوچه پست قدیم، جنب خواجه خضر                                                                    | ۱۸۹۱      | ۱۳۷۶/۰۵/۱۱ |       |
| ۱۱   | مدرسه معصومیه                      |       | قاجاریه                        | خیابان استادمطهری روبروی مسجدایت الله آ یتی                                                                             | ۱۸۹۲      | ۱۳۷۶/۰۵/۱۱ |       |
| ۱۲   | باغ و کوشک امیرآباد                |       | قاجاریه                        | ۵ کیلومتری غرب بیرجند، روستای امیرآباد پایین                                                                            | ۱۹۶۹      | ۱۳۷۶/۱۲/۰۲ |       |
| ۱۳   | رباط آصف                           |       | قاجاریه                        | بیرجند، ۴۶ ک. م شمال غرب شهر                                                                                            | ۲۰۳۰      | ۱۳۷۷/۰۳/۳۰ |       |
| ۱۴   | باغ و آرامگاه حسام‌الدوله           |       | قاجاریه                        | بیرجند، خ منتظری، ک. شهید کوشه‌ای                                                                                        | ۲۰۴۱      | ۱۳۷۷/۰۳/۳۰ |       |
| ۱۵   | مسجد جامع پائین شهر                |       | قاجاریه                        | خیابان انقلاب شهرستان بیرجند                                                                                            | ۲۰۶۱      | ۱۳۷۷/۰۴/۲۹ |       |
| ۱۶   | حسینیه آراسته                      |       | اواخر قاجار                    | کوچه پست قدیم در خیابان منتظری                                                                                          | ۲۰۶۲      | ۱۳۷۷/۰۴/۲۹ |       |
| ۱۷   | سنگ‌نگاره لاخ مزار                  |       | پیش از تاریخ ـ تاریخی ـ اسلامی | ۲۹ کیلومتری جنوب شرق بیرجندروستای کوچ                                                                                   | ۲۱۴۵      | ۱۳۷۷/۰۸/۰۹ |       |
| ۱۸   | حسینیه حاجیه آمنه                  |       | قاجاریه                        | بخش مرکزی ضلع غربی خ، شهیدمطهری                                                                                         | ۲۲۱۲      | ۱۳۷۷/۱۲/۰۳ |       |
| ۱۹   | مجموعه اکبریه، مسجد و عمارت و باغ  |       | اواخرزندیه تا قاجاریه          | بیرجند، انتهای خ معلم، اداره کل میراث فرهنگی و گردشگری                                                                  | ۲۳۲۶      | ۱۳۷۸/۰۳/۰۲ |       |
| ۲۰   | باغ شوکت‌آباد و مستحدثات آن         |       | قاجاریه                        | بخش مرکزی شهرستان بیرجند                                                                                                | ۲۳۶۳      | ۱۳۷۸/۰۵/۲۳ |       |
| ۲۱   | محله چهار درخت/ مسجد، آب‌انبار، حم  |       | قاجاریه                        | خ شهید منتظری، محله چهار درخت                                                                                           | ۲۳۶۵      | ۱۳۷۸/۰۵/۲۳ |       |
| ۲۲   | باغ بهلگرد                         |       | قاجاریه                        | بخش مرکزی شهرستان بیرجند                                                                                                | ۲۳۶۷      | ۱۳۷۸/۰۵/۲۳ |       |
| ۲۳   | آب‌انبار حاج محمد خان و حاج محمد    |       | قاجاریه                        | خ شهید منتظری، محله چهار درخت                                                                                           | ۲۴۰۳      | ۱۳۷۸/۰۶/۰۲ |       |
| ۲۴   | مسجد جامع چهار درخت                |       | اواخر صفویه                    | | ۲۴۰۴      | ۱۳۷۸/۰۶/۰۲ |       |
| ۲۵   | حمام چهار درخت                     |       | قاجاریه                        | خ شهید منتظری، محله چهار درخت                                                                                           | ۲۴۰۵      | ۱۳۷۸/۰۶/۰۲ |       |
| ۲۶   | سنگ‌نگاره‌های کال جنگال              |       | تاریخی                         | ۳۵ ک. م جنوب غربی بیرجند                                                                                                | ۲۵۳۲      | ۱۳۷۸/۰۹/۱۵ |       |
| ۲۷   | باغ رحیم‌آباد/ باغ وعمارت وملحقات   |       | قاجاریه                        | بخش مرکزی خ پاسداران چهل متری ۱۵                                                                                        | ۲۷۰۷      | ۱۳۷۹/۰۳/۲۲ |       |
| ۲۸   | حسینیه محبان الزهرا                |       | قاجاریه                        | بیرجند، شرق محله چهار درخت، ک کلو                                                                                       | ۲۷۵۸      | ۱۳۷۹/۰۴/۲۲ |       |
| ۲۹   | حسینیه گود                         |       | تیموریان ـ قاجاریه             | بیرجند، خ شهید مطهری۹، ک شهید خذائی                                                                                     | ۲۷۶۰      | ۱۳۷۹/۰۴/۲۲ |       |
| ۳۰   | خانه سنتی موقوفه غلامرضا حسین جعفر |       | اواخر قاجار                    | بیرجند، خیابان منتظری                                                                                                   | ۲۸۱۶      | ۱۳۷۹/۰۷/۱۶ |       |
| ۳۱   | یخچال بهلگرد                       |       | قاجاریه                        | ۲۰ ک شرق بیرجند نزدیک روستای بهلگر                                                                                      | ۲۸۷۰      | ۱۳۷۹/۰۸/۱۶ |       |
| ۳۲   | خانه فرهنگ                         |       | اواخر قاجار ـ اوایل پهلوی      | بیرجند، میدان فرهنگ، خ جمهوری ۱۹                                                                                        | ۲۸۷۱      | ۱۳۷۹/۰۸/۱۶ |       |
| ۳۳   | آب‌انبار محسن زاده                  |       | قاجاریه                        | خ منتظری انتهای کوچه منتظری ۳                                                                                           | ۲۹۰۷      | ۱۳۷۹/۰۹/۰۵ |       |
| ۳۴   | خانه لاله                          |       | قاجاریه ـ پهلوی                | خ انقلاب کوچه شهید فلکی                                                                                                 | ۲۹۴۱      | ۱۳۷۹/۰۹/۲۰ |       |
| ۳۵   | آب‌انبار حاج ملک                    |       |                                | خ مطهری، جنب مسجد آیتی                                                                                                  | ۳۰۳۹      | ۱۳۷۹/۱۲/۲۵ |       |
| ۳۶   | کنسولگری انگلیس و منظریه           |       |                                | شهرستان بیرجند، بخش مرکزی روستای منظریه با کلاته منسول                                                                  | ۳۳۳۹      | ۱۳۷۹/۱۲/۲۵ |       |
| ۳۷   | خانه مادر اعلم                     |       |                                | شهرستان بیرجند، روستای اکبر الله                                                                                        | ۳۳۴۰      | ۱۳۷۹/۱۲/۲۵ |       |
| ۳۸   | خانه جوان                          |       | پهلوی اول                      | بیرجند، خیابان جمهوری اسلامی                                                                                            | ۳۴۴۵      | ۱۳۷۹/۱۲/۲۵ |       |
| ۳۹   | مسجد علی‌آباد                       |       | صفویه                          | ۳۵ کیلومتری شمال شرق بیرجند، روستای علی‌آباد                                                                             | ۳۴۵۱      | ۱۳۷۹/۱۲/۲۵ |       |
| ۴۰   | مدرسه علمیه آیت‌الله آیتی           |       | اواخر قاجار                    | بیرجند، خیابان شهید مطهری، مطهری ۱۳                                                                                     | ۳۴۵۶      | ۱۳۷۹/۱۲/۲۵ |       |
| ۴۱   | خانه کربلایی اسحاق قارنی           |       | قاجاریه                        | نائین، مابین خ امام خمینی (ره) و خ جانبازان، خ جانبازان ۹                                                               | ۳۴۶۰      | ۱۳۷۹/۱۲/۲۵ |       |
| ۴۲   | خانه فاطمی                         |       | پهلوی (۱۳۱۱ ق)                 | بیرجند، محله دم دروازده، خ منتظری ۶                                                                                     | ۳۴۶۳      | ۱۳۷۹/۱۲/۲۵ |       |
| ۴۳   | خانه رای فرد                       |       | پهلوی اول                      | بیرجند، بافت قدیم نزدیک بنای تاریخی مصلی                                                                                | ۳۴۶۴      | ۱۳۷۹/۱۲/۲۵ |       |
| ۴۴   | مسجد آیت‌الله آیتی                  |       | قاجاریه                        | بیرجند، محدود به خ شهید مطهری ۹، کوچه شهید خزایی، کوچه شهید مطهری ۱۱ و کوچه عمومی                                       | ۳۴۶۸      | ۱۳۷۹/۱۲/۲۵ |       |
| ۴۵   | آب‌انبار حاج رفیع                   |       | قاجاریه                        | بیرجند، حاشیه خ اصلی، مجاورت مسجد جامع                                                                                  | ۳۴۷۳      | ۱۳۷۹/۱۲/۲۵ |       |
| ۴۶   | رباط کوهک رود بالا                 |       | صفویه                          | ۹ کیلومتری جنوب شرقی بیرجند، روستای کوهک رود بالا، راه سر بیشه، سید علی                                                 | ۳۵۲۱      | ۱۳۷۹/۱۲/۲۵ |       |
| ۴۷   | کوشک علی‌آباد/ ارگ سپهری            |       | اوایل قاجار                    | ۳۵ کیلومتری شمال غربی ییرجند، روستای علی‌آباد                                                                            | ۳۶۷۹      | ۱۳۷۹/۱۲/۲۵ |       |
| ۴۸   | ارگ بهارستان/ باغ رمشکی            |       | افشاریه                        | بیرجند، خ منتظری، محدوده کوچه پشت قدیم                                                                                  | ۳۶۸۳      | ۱۳۷۹/۱۲/۲۵ |       |
| ۴۹   | حسینیه طوفانی                      |       | قاجاریه                        | شهرستان بیرجند، حاشیه خ منتظری                                                                                          | ۴۱۳۶      | ۱۳۸۰/۰۷/۱۰ |       |
| ۵۰   | رباط چاه حوض                       |       | قاجاریه                        | ۴۰ کیلومتری شمال مرکز شهر بیرجند                                                                                        | ۴۱۳۸      | ۱۳۸۰/۰۷/۱۰ |       |
| ۵۱   | آرامگاه آیت الله شیخ‌هادی‌هادری      |       | اواخر قاجار ـ اوایل پهلوی      | شهرستان بیرجند، واقع در قبرستان پائین شهر                                                                               | ۴۱۳۹      | ۱۳۸۰/۰۷/۱۰ |       |
| ۵۲   | خانه اژدری                         |       | پهلوی                          | شهرستان بیرجند، خیابان شهید منتظری۲۲، ک شهید خائف                                                                       | ۴۴۸۵      | ۱۳۸۰/۰۹/۰۵ |       |
| ۵۳   | خانه‌هادوی                          |       | قاجاریه                        | بیرجند، کوچه پست قدیم، روبروی مدرسه شوکتیه، خ منتظری ۳                                                                  | ۴۵۰۳      | ۱۳۸۰/۰۹/۰۵ |       |
| ۵۴   | خانه صفاریان                       |       | قاجاریه                        | شهرستان بیرجند، خیابان منتظری ۲۲، کوچه شهید خائف، پلاک ۶۸                                                               | ۴۵۰۴      | ۱۳۸۰/۰۹/۰۵ |       |
| ۵۵   | خانه شریف                          |       | اوایل پهلوی                    | شهرستان بیرجند، خ حکیم نزاری، کوچه بالاتر از مسجد محمدیه                                                                | ۴۵۰۵      | ۱۳۸۰/۰۹/۰۵ |       |
| ۵۶   | بند النگ                           |       | قاجاریه                        | ۵ کیلومتری جنوب شرق بیرجند، بخش مرکزی، در ذره‌ای در رشته کوه باقران                                                      | ۴۶۵۸      | ۱۳۸۰/۱۰/۱۱ |       |
| ۵۷   | خانه نورانی                        |       | اواخر قاجار ـ اوایل پهلوی      | شهرستان بیرجند، بخش مرکزی، خ مطهری، کوچه شهید احمد کرمانی، پلاک ۴۱                                                      | ۴۶۵۹      | ۱۳۸۰/۱۰/۱۱ |       |
| ۵۸   | خانه ادهمی                         |       | اواخر قاجار ـ اوایل پهلوی      | بیرجند، بخش مرکزی، نزدیک میدان، مقابل حسینیه بهرمان                                                                     | ۴۶۶۰      | ۱۳۸۰/۱۰/۱۱ |       |
| ۵۹   | خانه مالکی                         |       | اوایل پهلوی                    | شهرستان بیرجند، کوچه حکیم نزاری ۶، نزدیک منزل شریف                                                                      | ۴۶۶۲      | ۱۳۸۰/۱۰/۱۱ |       |
| ۶۰   | خانه طالبی                         |       | اواخر صفویه                    | بیرجند، خ منتظری، نزدیک خانه گلاوی                                                                                      | ۴۶۶۳      | ۱۳۸۰/۱۰/۱۱ |       |
| ۶۱   | موقوفه لیلی حسین جعفر              |       | اواخر صفویه ـ پهلوی            | شهرستان بیرجند، بخش مرکزی، خ منتظری، کوچه منتظری ۱۳                                                                     | ۴۶۶۴      | ۱۳۸۰/۱۰/۱۱ |       |
| ۶۲   | خانه اعتمادنیا                     |       | اوایل پهلوی                    | شهرستان بیرجند، بخش مرکزی، خ حکیم نزاری ۶، کوچه حسینی، پلاک ۲۰                                                          | ۴۶۶۵      | ۱۳۸۰/۱۰/۱۱ |       |
| ۶۳   | برج چشمه مولید                     |       | تاریخی ـ صفویه                 | شهرستان بیرجند، ۴۵ کیلومتری شمال شرق شهر بیرجند، روستای چشمه مولید                                                      | ۴۷۹۳      | ۱۳۸۰/۱۲/۱۹ |       |
| ۶۴   | خانه مهرور                         |       | قاجاریه                        | شهرستان بیرجند، میدان شهدا، کوچه جنب بانک صادرات، پلاک ۲۱                                                               | ۴۷۹۴      | ۱۳۸۰/۱۲/۱۹ |       |
| ۶۵   | گورستان آسو                        |       | تیموریان ـ صفویه               | شهرستان بیرجند، بخش مرکزی، دهستان القورات، غرب روستای آسو                                                               | ۴۷۹۶      | ۱۳۸۰/۱۲/۱۹ |       |
| ۶۶   | گورستان بجد                        |       | اسلامی                         | ک م ۱۵ جاده بیرجند به زاهدان، شرق روستای بجد                                                                            | ۴۷۹۸      | ۱۳۸۰/۱۲/۱۹ |       |
| ۶۷   | تپه قلعه تگاب شاخن                 |       | تاریخی                         | شهرستان بیرجند، بخش مرکزی، ۳ کیلومتری شرق روستای شاخن                                                                   | ۴۸۰۰      | ۱۳۸۰/۱۲/۱۹ |       |
| ۶۸   | خانه کوزه گران                     |       | پهلوی                          | شهرستان بیرجند، میدان فرهنگ، کوچه کوزه گران، پلاک ۱۷                                                                    | ۴۸۰۱      | ۱۳۸۰/۱۲/۱۹ |       |
| ۶۹   | بند عمر شاه                        |       | قاجاریه                        | ۲ کیلومتری جنوب غربی بیرجند، رشته کوه باقران                                                                            | ۴۸۱۵      | ۱۳۸۰/۱۲/۱۹ |       |
| ۷۰   | بند دره                            |       | نیمه دوم قرن ۱۳ ق              | ۳ کیلومتری جنوب بیرجند، رشته کوه باقران                                                                                 | ۴۸۱۶      | ۱۳۸۰/۱۲/۱۹ |       |
| ۷۱   | مسجد اسفهرود                       |       | تیموریان                       | استان خراسان، ۱۵ کیلومتری جنوب شرقی شهرستان بیرجند، روستای اسفهرود                                                      | ۴۹۵۴      | ۱۳۸۰/۱۲/۱۹ |       |
| ۷۲   | خانه فروتنی                        |       | اواخر قاجار                    | بافت قدیم شهرستان بیرجند، محله چهاردرخت، خیابان منتظری ۱۳ کوچه شهید کرمانی پلاک ۳۳                                      | ۵۰۵۱      | ۱۳۸۰/۱۲/۲۵ |       |
| ۷۳   | خانه خسروی                         |       | پهلوی                          | شهرستان بیرجند، محله قدیمی خیرآباد، جنب دبستان تکتم پلاک ۳                                                              | ۵۱۳۲      | ۱۳۸۰/۱۲/۲۵ |       |
| ۷۴   | حمام بالا ده                       |       | صفویه                          | استان خراسان، شهرستان بیرجند، بخش مرکزی، روستای چنالان                                                                  | ۵۱۳۳      | ۱۳۸۰/۱۲/۲۵ |       |
| ۷۵   | تپه تخچرآباد                       |       | هزاره یک ق‌م تا تاریخی          | ۲۲ کیلومتری شمال شرق بیرجند، ۵۰۰ متری غرب روستای تخچر آباد                                                              | ۵۱۳۵      | ۱۳۸۰/۱۲/۲۵ |       |
| ۷۶   | گورستان نوفرست                     |       | تیموری تا صفوی                 | استان خراسان، شهرستان بیرجند، بخش مرکزی، غرب روستای نوفرست                                                              | ۵۱۳۶      | ۱۳۸۰/۱۲/۲۵ |       |
| ۷۷   | خانه گلاوی                         |       | پهلوی                          | استان خراسان، شهرستان بیرجند، بخش مرکزی، خیابان منتظری۴، پلاک ۳۱                                                        | ۵۶۷۹      | ۱۳۸۰/۱۲/۲۵ |       |
| ۷۸   | آب‌انبار حاج باقر                   |       | قاجاریه                        | شهرستان بیرجند، خ مطهری۹، جنب آب انبار حاج ملک                                                                          | ۶۳۶۲      | ۱۳۸۱/۰۷/۰۷ |       |
| ۷۹   | خانه حسن دوست                      |       | تاریخی ـ پهلوی                 | شهرستان بیرجند، خ منتظری، منتظری ۱۰                                                                                     | ۶۳۶۷      | ۱۳۸۱/۰۷/۰۷ |       |
| ۸۰   | تپه سرتختی سنگ سیاه کوچ            |       | پیش از اسلام                   | شهرستان بیرجند، بخش مرکزی، ۳/۵ کیلومتری جنوب شرق روستای کوچ                                                             | ۶۳۶۸      | ۱۳۸۱/۰۷/۰۷ |       |
| ۸۱   | قلعه آسو                           |       | تیموریان                       | استان خراسان، شهرستان بیرجند، بخش مرکزی، دهستان القورات، روستای آسو                                                     | ۶۴۲۷      | ۱۳۸۱/۰۷/۰۷ |       |
| ۸۲   | غار تجرگ                           |       | پیش از تاریخ تا اسلامی         | شهرستان بخش مرکزی، یک ک. م شرق روستای تجرگ                                                                              | ۶۵۲۰      | ۱۳۸۱/۰۷/۰۷ |       |
| ۸۳   | سنگ‌نگاره لاخ دل دل                 |       | اسلامی                         | شهرستان بیرجند، بخش مرکزی، یک کیلومتری شرق روستای شاخن                                                                  | ۶۵۲۲      | ۱۳۸۱/۰۷/۰۷ |       |
| ۸۵   | خانه کریم زاده                     |       | پهلوی اول                      | بافت قدیمی شهر بیرجند، خیابان مطهری، میدان چهاردرخت                                                                     | ۸۹۳۶      | ۱۳۸۲/۰۳/۱۰ |       |
| ۸۶   | قلعه نوفرست                        |       | قرن ۳ و ۴ ق تا صفویه           | شهرستان بیرجند، بخش مرکزی، روستای نوفرست                                                                                | ۸۹۳۹      | ۱۳۸۲/۰۳/۱۰ |       |
| ۸۷   | قلعه علی‌آباد                       |       | قاجاریه                        | شهرستان بیرجند، بخش مرکزی، دهستان قلعه زرمی، روستای علی‌آباد                                                             | ۸۹۴۰      | ۱۳۸۲/۰۳/۱۰ |       |
| ۸۸   | مسجد ازبک بجد                      |       | تیموریان                       | شهرستان بیرجند، بخش مرکزی، روستای بجد                                                                                   | ۸۹۴۶      | ۱۳۸۲/۰۳/۱۰ |       |
| ۸۹   | مسجد روشناوند                      |       | صفویه                          | شهرستان بیرجند، بخش مرکزی، دهستان فشار رود، روستای روشناوند                                                             | ۸۹۴۹      | ۱۳۸۲/۰۳/۱۰ |       |
| ۹۰   | مسجد شاخن                          |       | قاجاریه                        | شهرستان بیرجند، بخش مرکزی، روستای شاخن                                                                                  | ۹۲۹۴      | ۱۳۸۲/۰۵/۰۷ |       |
| ۹۱   | قلعه کمر قلاع شوشود                |       | سلجوقیان                       | شهرستان بیرجند، بخش مرکزی، دهستان فشارود، روستای شوشود                                                                  | ۹۲۹۵      | ۱۳۸۲/۰۵/۰۷ |       |
| ۹۲   | قلعه کوه شاخن                      |       | سلجوقیان                       | شهرستان بیرجند، بخش مرکزی، دهستان شاخنات، روستای شاخن                                                                   | ۹۲۹۶      | ۱۳۸۲/۰۵/۰۷ |       |
| ۹۳   | آسیاب‌آبی رکات بالا                 |       | قاجاریه                        | ۲۵ کیلومتری جنوب غربی بیرجند، بخش مرکزی، دهستان باقران، روستای رکات بالا                                                | ۹۲۹۷      | ۱۳۸۲/۰۵/۰۷ |       |
| ۹۴   | یخدان رحیم‌آباد                     |       | اواخر قاجار                    | بیرجند، انتهای خیابان رحیم آباد                                                                                         | ۹۳۰۰      | ۱۳۸۲/۰۵/۰۷ |       |
| ۹۵   | مسجد آخوند صالح                    |       | صفویه                          | شهرستان بیرجند، بخش مرکزی، دهستان باقران، داخل روستای بجد                                                               | ۹۳۰۲      | ۱۳۸۲/۰۵/۰۷ |       |
| ۹۶   | حمام شوکتیه                        |       | پهلوی                          | بیرجند، خیابان منتظری ۳، کوچه‌هادوی، جنب مدرسه شوکتیه                                                                    | ۹۳۰۴      | ۱۳۸۲/۰۵/۰۷ |       |
| ۹۷   | مزار سلطان زید                     |       | صفویه                          | شهرستان بیرجند، بخش مرکزی، دهستان باقران، داخل روستای بجد                                                               | ۹۶۰۵      | ۱۳۸۲/۰۵/۲۷ |       |
| ۹۸   | قلعه حوض غلام کش                   |       | قرن ۷ و ۸ ق                    | ۳ کیلومتری جنوب بیرجند، در نزدیکی روستای دره برفراز یکی از قلل رشته کوه باقران                                          | ۹۶۰۶      | ۱۳۸۲/۰۵/۲۷ |       |
| ۹۹   | مسجد عطاء الله خان                 |       | اواخر قاجار                    | شهرستان بیرجند، بخش مرکزی، دهستان باقران، روستای بجد                                                                    | ۹۶۰۷      | ۱۳۸۲/۰۵/۲۷ |       |
| ۱۰۰  | خانه دلاکه                         |       | اواخر قاجار ـ اوایل پهلوی      | بیرجند، خ حکیم نزاری ۶، پلاک ۵                                                                                          | ۹۶۱۱      | ۱۳۸۲/۰۵/۲۷ |       |
| ۱۰۱  | آب‌انبار امیرآباد                   |       | قاجاریه                        | شهرستان بیرجند، بخش مرکزی، روستای امیرآباد                                                                              | ۱۰۴۶۲     | ۱۳۸۲/۰۸/۰۲ |       |
| ۱۰۲  | مسجد بهلگرد                        |       | قاجاریه                        | شهرستان بیرجند، بخش مرکزی، روستای بهلگرد                                                                                | ۱۰۴۶۵     | ۱۳۸۲/۰۸/۰۲ |       |
| ۱۰۳  | سنگ‌نگاره خزان                      |       | پیش از تاریخ                   | شهرستان بیرجند، بخش مرکزی، ۵ کیلومتری روستای خزان                                                                       | ۱۰۴۸۵     | ۱۳۸۲/۰۸/۰۲ |       |
| ۱۰۴  | سنگ‌نگاره سماد                      |       | پیش از تاریخ ـ اسلامی          | شهرستان بیرجند، حد فاصل روستاهای بیسکنج و سماد                                                                          | ۱۰۴۸۶     | ۱۳۸۲/۰۸/۰۲ |       |
| ۱۰۵  | سنگ‌نگاره آسو                       |       | پیش از تاریخ                   | شهرستان بیرجند، بخش مرکزی، دهستان القورات، ۳۰۰ متری روستای آسو                                                          | ۱۰۴۸۷     | ۱۳۸۲/۰۸/۰۲ |       |
| ۱۰۶  | باغ سیدآباد بهلگرد                 |       | قاجاریه                        | ۱۵ کیلومتری شهرستان بیرجند، قرارگاه محمد رسول‌الله                                                                       | ۱۱۹۴۲     | ۱۳۸۴/۰۴/۰۵ |       |
| ۱۰۷  | باغ و عمارت معصومیه                |       | پهلوی                          | شهرستان بیرجند، خیابان معصومیه، باغ و عمارت امیر معصوم خزیمه                                                            | ۱۱۹۴۳     | ۱۳۸۴/۰۴/۰۵ |       |
| ۱۰۹  | ساختمان پست قدیم                   |       | قاجاریه ـ پهلوی                | شهرستان بیرجند، خیابان منتظری، جنب خواجه خضر                                                                            | ۱۱۹۴۴     | ۱۳۸۴/۰۴/۰۵ |       |
| ۱۱۰  | آب‌انبار اسماعیل خان                |       | قاجاریه                        | بیرجند، کوچه خواجه‌ها، غرب مسجد خواجه‌ها                                                                                  | ۱۲۵۶۶     | ۱۳۸۴/۰۵/۱۱ |       |
| ۱۱۱  | حسینیه حاجی رضا بیک                |       | قاجاریه                        | بیرجند، خ منتظری۶، پ ۱۹                                                                                                 | ۱۲۵۶۷     | ۱۳۸۴/۰۵/۱۱ |       |
| ۱۱۲  | حسینیه مهتدی                       |       | قاجاریه                        | بیرجند، خ منتظری۱۰، پ ۱۵                                                                                                | ۱۲۵۶۹     | ۱۳۸۴/۰۵/۱۱ |       |
| ۱۱۳  | حسینه آقا محمدعلی                  |       | قاجاریه                        | بیرجند، خ مطهری ۹، پ ۱۳، روبروی آب انبارحاجی ملک                                                                        | ۱۲۵۷۰     | ۱۳۸۴/۰۵/۱۱ |       |
| ۱۱۴  | حسینیه اسدی                        |       | قاجاریه                        | بیرجند، خ مطهری، بین مطهری۱۱و۱۳، پ ۱۶۸                                                                                  | ۱۲۵۷۱     | ۱۳۸۴/۰۵/۱۱ |       |
| ۱۱۵  | زندان قدیم بیرجند                  |       | قاجاریه                        | بیرجند، خ جمهوری۱۹، میدان فرهنگ، پ ۳۲                                                                                   | ۱۲۵۷۲     | ۱۳۸۴/۰۵/۱۱ |       |
| ۱۱۶  | آب‌انبار حاجی علی رضا بیک           |       | قاجاریه                        | بیرجند، ضلع جنوبی کوچه خواجه                                                                                            | ۱۲۵۷۳     | ۱۳۸۴/۰۵/۱۱ |       |
| ۱۱۷  | حسینیه شیخ فضل‌الله                 |       | قاجاریه                        | بیرجند، خ منتظری۱۰، پ ۷۵                                                                                                | ۱۲۵۷۵     | ۱۳۸۴/۰۵/۱۱ |       |
| ۱۱۸  | حسینیه حاجی غلام حسین              |       | قاجاریه                        | بیرجند، خ منتظری ۱۵، پ ۱۵                                                                                               | ۱۲۵۷۶     | ۱۳۸۴/۰۵/۱۱ |       |
| ۱۱۹  | قنات رحیم‌آباد                      |       | قاجاریه                        | بیرجند، خ رحیم آباد، مجاور یخچال رحیم آباد                                                                              | ۱۳۵۰۱     | ۱۳۸۴/۰۷/۲۳ |       |
| ۱۲۰  | قنات اکبریه                        |       | قاجاریه                        | شهرستان بیرجند، بخش مرکزی، روستای بیدخت، اکبریه                                                                         | ۱۳۵۰۲     | ۱۳۸۴/۰۷/۲۳ |       |
| ۱۲۱  | کوره‌های هوفمان                     |       | پهلوی                          | ۵ کیلومتری شمال غرب شهر بیرجند                                                                                          | ۱۶۴۵۲     | ۱۳۸۵/۰۸/۲۷ |       |
| ۱۲۲  | مسجد سرچاه تازیان                  |       | قاجاریه                        | شهرستان بیرجند، بخش مرکزی، دهستان کاهشنگ، روستای سرچاه تازیان                                                           | ۱۶۴۶۳     | ۱۳۸۵/۰۸/۲۷ |       |
| ۱۲۳  | قلعه سرچاه تازیان                  |       | زندیه ـ قاجاریه                | شهرستان بیرجند، بخش مرکزی، دهستان کاهشنگ، روستای سرچاه تازیان                                                           | ۱۶۴۶۵     | ۱۳۸۵/۰۸/۲۷ |       |
| ۱۲۴  | یخدان‌های کلاته نایب                |       | قاجاریه ـ پهلوی                | شهرستان بیرجند، بخش مرکزی، دهستان باقران، روستای کلاته نایب                                                             | ۱۶۴۶۸     | ۱۳۸۵/۰۸/۲۷ |       |
| ۱۲۵  | کاروان‌سرای علوی                    |       | قاجاریه                        | شهر بیرجند، خ شهید منتظری، جنوب سراه اسدی، بازار چهکندی‌ها، پلاک ۱۷٬۱۵                                                   | ۱۶۴۷۰     | ۱۳۸۵/۰۸/۲۷ |       |
| ۱۲۶  | بقایای قلعه دختر آسیاب             |       | قرن ۷ تا ۱۰ ه‍.ق                 | شهرستان بیرجند، بخش مرکزی، دهستان القورات، ۱/۵ کیلومتری شمال غرب روستای چشمه مولید                                      | ۱۷۰۴۹     | ۱۳۸۵/۱۱/۰۸ |       |
| ۱۲۷  | بقایای قلعه ماسن                   |       | صفویه ـ قاجاریه                | شهرستان بیرجند، بخش مرکزی، دهستان القورات، روستای ماسن                                                                  | ۱۷۰۵۱     | ۱۳۸۵/۱۱/۰۸ |       |
| ۱۲۸  | تپه قلعه ناصری                     |       | سلجوقی ـ تیموری                | شهرستان بیرجند، بخش مرکزی، دهستان القورات، ۱/۵ کیلومتری غرب روستای القور                                                | ۱۷۰۵۴     | ۱۳۸۵/۱۱/۰۸ |       |
| ۱۲۹  | تپه قلعه سما                       |       | ایلخانی تا صفویه               | شهرستان بیرجند، بخش مرکزی، دهستان القورات روستای سما                                                                    | ۱۷۰۵۷     | ۱۳۸۵/۱۱/۰۸ |       |
| ۱۳۰  | بقایای قلعه یهن                    |       | تیموری تا صفویه                | شهرستان بیرجند، بخش مرکزی، دهستان القورات، روستای یهن                                                                   | ۱۷۰۵۹     | ۱۳۸۵/۱۱/۰۸ |       |
| ۱۳۱  | بقایای قلعه خراشاد                 |       | قرن ۱۱ تا ۱۳ ه‍.ق                | شهرستان بیرجند، بخش مرکزی، دهستان باقران، روستای خراشاد                                                                 | ۱۷۰۶۴     | ۱۳۸۵/۱۱/۰۸ |       |
| ۱۳۲  | بقایای قلعه دژ استخر               |       | صفویه ـ قاجاریه                | شهرستان بیرجند، بخش مرکزی، دهستان کاهشنگ، روستای استخر                                                                  | ۱۷۰۶۶     | ۱۳۸۵/۱۱/۰۸ |       |
| ۱۳۳  | تپه قلعه دختر مرک                  |       | قرن ۷تا ۱۰ه‍.ق                   | شهرستان بیرجند، بخش مرکزی، دهستان القورات، ۱/۵ کیلومتری جنوب شرق روستای مرک                                             | ۱۷۰۶۹     | ۱۳۸۵/۱۱/۰۸ |       |
| ۱۳۴  | قلعه نوغاب                         |       | قرن ۱۲ تا ۱۴ ه‍.ق                | شهرستان بیرجند، بخش مرکزی، دهستان فشارود، روستای نوغاب افضل‌آباد                                                         | ۱۷۰۷۱     | ۱۳۸۵/۱۱/۰۸ |       |
| ۱۳۵  | مسجد عاشورا                        |       | قاجاریه                        | شهر بیرجند، خ شهید مطهری                                                                                                | ۱۷۳۷۷     | ۱۳۸۵/۱۱/۲۳ |       |
| ۱۳۶  | آرامگاه آیتی                       |       | پهلوی                          | شهر بیرجند، داخل قبرستان شهر                                                                                            | ۱۷۳۷۸     | ۱۳۸۵/۱۱/۲۳ |       |
| ۱۳۷  | آرامگاه القور                      |       | صفویه                          | شهرستان بیرجند، بخش مرکزی، دهستان القورات، ۵۰۰ م جنوب روستای القور                                                      | ۱۷۳۸۰     | ۱۳۸۵/۱۱/۲۳ |       |
| ۱۳۸  | خانه خواصی                         |       | پهلوی اول                      | شهرستان بیرجند، بخش مرکزی، شهر بیرجند، منتظری ۱۷، پلاک ۱۰                                                               | ۱۷۳۸۸     | ۱۳۸۵/۱۲/۰۶ |       |
| ۱۳۹  | خانه بی‌بی مرادی                    |       | قاجاریه                        | شهرستان بیرجند، بخش مرکزی، شهر بیرجند، منتظری ۱۲، پلاک۲۲                                                                | ۱۷۳۸۹     | ۱۳۸۵/۱۲/۰۶ |       |
| ۱۴۰  | خانه ساجد                          |       | پهلوی اول                      | شهرستان بیرجند، بخش مرکزی، منتظری ۱۷، پلاک ۱+۱۲                                                                         | ۱۷۳۹۰     | ۱۳۸۵/۱۲/۰۶ |       |